# Ritualismus
Ritualismus, také ritualistický typ adaptace, je jedním z typů reakce jedince na hodnoty ve společnosti. Koncept rozpracoval ve své knize Social Theory and Social Structure sociolog Robert K. Merton (1910 – 2003), jeden z předních představitelů strukturálního funkcionalismu.
Jedná se o způsob adaptace, při kterém člověk hledá osobní únikovou cestu z nebezpečí a frustrace. Tyto pocity jsou způsobené soutěží o hlavní kulturní cíle, kterých se vzdá a pevněji se upne k bezpečným rutinním postupům a normám. Ritualista pravidla dodržuje jen kvůli pravidlům samotným, je to člověk, který vykonává nudnou práci, ovšem za co nejmenší námahy a bez vyhlídek vyšších společenských cílů.

## Typologie způsobů individuální adaptace
Robert K. Merton ve své knize Social Theory and Social Structure (1968) rozlišuje 5 typů adaptace jedinců  na systém kulturních cílů a institucionálních norem. Ty se odlišují dle míry „přijetí“ a „odmítnutí“  kulturně daných hodnot, resp. potřeby nahrazení stávajících hodnot vlastními a společenských norem (prostředky k dosažení cílů). Jednotlivé typy jsou posuzovány podle vztahu ke kulturním cílům, kterými Merton chápe např. velké finanční zisky, kariérní postup či posun ve společenském žebříčku a dále vztah k prostředkům, kterými lze těchto cílů dosáhnout, např. chozením do práce s pracovními přesčasy, dochvilností apod.
Souhrn všech pěti typů adaptace jedinců vytváří určitou kulturu. Netřídí ale jedince podle typu charakteru, pouze vymezuje rozdílné způsoby adaptování se na rozpory panující v kultuře a sociální struktuře. Jedná se o těchto pět typů adaptace:
- ritualismus
- konformita
- inovace
- únik
- rebelie

Konformní typ je nejčastějším a nejrozšířenějším způsobem adaptace, který přijímá jak prostředky, tak jimi dosažitelné cíle. Inovativní jedinci nepřijímají institucionální normy a upínají se pouze na cíle. Jedinci spadající do kategorie úniku odmítají jak cíle, tak prostředky a rebelující typy se snaží o změnu dané společenské struktury. Jednotlivé typy ale nemusí být pro jedince stálé – běžný je také přirozený přechod mezi dvěma různými způsoby adaptace.

## Ritualistický typ
Ritualistický typ je charakteristický přeměnou prostředků na samotný účel jednání. Klade na prostředky zásadní až přehnaný důraz a z vnitřního rozhodnutí na nich úzkostlivě lpí. Člověk sleví ze svých nároků, jako je vysoké finanční ohodnocení nebo kariérní postup a spokojí se s jejich nižší mírou; tzv. se „drží při zdi.“ S ritualismem se pojí i další známá klišé jako: „Já svůj krk neriskuju“ nebo „Nemiř vysoko nebudeš pak zklamán“  Důvodem rituálu obecně je ovšem zvýšení bezpečí a jistoty dosažení cílů.
Tento typ chování nelze jednoznačně označit za chování deviantní, resp. nepředstavuje společenský problém a je „institucionálně dovolené - i když ne společensky preferované.“ Odklání se tak od běžného kulturního modelu, ve kterém je považováno za normální snažit se o postup ve společenské hierarchii. Syndrom sociálního ritualisty a jeho četné zastoupení ve společnosti může být do jisté míry zapříčiněno neustálým konkurenčním zápasem, který ve společnosti panuje, a podmiňuje společenské postavení jedince a jeho úspěchy. Tato společenská soutěž totiž produkuje akutní statusovou úzkost, které se lze trvale zbavit snížením svých aspirací. Podle Mertona jsou vysoké ambice zdrojem nebezpečí a nejistoty, zatím co aspirace na nižší ambice přináší pocity jistoty a uspokojení.
Určitá společenská či sociální vrstva může být pro daný model charakteristická – může se v ní vyskytovat určitý typ adaptace více než ostatní. Jako sociální prostředí, ve kterém se jedinci tíhnoucí k ritualismu vyskytují nejčastěji, označuje Merton v americké společnosti nižší střední třídu. Četný výskyt ritualismu odůvodňuje nepoměrem mezi důrazem kladeným na vysoké kulturní cíle a pravděpodobnou možností jich dosáhnout. Dalším specifikem je přísná výchova v rodinách nižší střední třídy, kdy je rodiči na děti vyvíjen silný tlak, který je nutí striktně dodržovat morální společenská pravidla. Všechny tyto aspekty jsou klíčové pro výskyt právě tohoto typu adaptace na hodnoty. Rodina, socializace a výchova jedince s výběrem způsobu adaptace úzce souvisí.

## Příklady ritualismu
Ritualisté se často objevují v profesích učitelů, duchovních, vojenských instruktorů, dělníků a úředníků.
Merton dále poukazuje na případy dělníků a úředníků, kteří se přizpůsobují pracovním požadavkům zaměstnavatele a snaží se pečlivě hlídat dané kvóty a mají obavy z jejich nesplnění či převýšení. Tento přístup tedy představuje osobní obranu před frustracemi, úzkostí a skepsí. Aktivní snaha postupovat výše je nahrazena úzkostlivým zaměřením se na ustálené rutinní postupy nepředstavující nebezpečí a nejistotu.

## Důsledky ritualismu
Existují případy, mezi které patří např. výbuch vzdoru po dlouhém období striktního následování norem, kdy ritualismus (ve skutečnosti ovšem zhroucení rituálu) hraničí až s nelegálním chováním. Ty jsou podrobně popsány v klinických anamnézách.

## Navazující autoři
Robert Dubin ve své práci Deviant Behavior and Social Structure: Continuities in Social Theory (1959) rozvíjí Mertonovu teorii, kdy přidává tzv. ritualismus hodnot, kde dělí ritualisty na demagogy, normativní oportunisty a prostředkové oportunisty. Na rozdíl od ritualistů Mertonova typu, zajímají hodnotové ritualisty cíle, kdy za jejich splnění oportunisticky přehlíží, či dokonce odmítají předpisy a prostředky.